# ریکو (خواننده)
ریکو (انگلیسی: Rake؛ زادهٔ ۱۵ اوت ۱۹۷۹) خواننده-ترانه‌پرداز اهل ژاپن است. وی از سال ۲۰۱۰ میلادی تاکنون مشغول فعالیت بوده‌است.